# Ґюнтер Міттаґ
Ґюнтер Міттаґ (нім. Günter Mittag 8 жовтня 1926, Щецин, Польща — 18 березня 1994, Берлін, Німеччина) — німецький державний діяч, в 1980-х — один з вищих керівників НДР.  
У середині 1970-х входив до уряду НДР. Партійний куратор планового господарства НДР. Входив до найближчого оточення Еріха Гонеккера. Після революції 1989 звинувачувався в узурпації влади і посадових зловживаннях, звільнений за станом здоров'я. 

## Освіта і спеціальність
У 1943 притягнутий до системи цивільної протиповітряної оборони.  
Навчався на залізничника в Deutsche Reichsbahn.  
Освіту закінчив у 1956, заочно отримавши диплом економіста.  
У 1958 захистив у Дрезденській вищій транспортній школі докторську дисертацію. 
Міттаґ був почесним доктором японського Університету Токай і австрійського гірничо-металургійного Університету Леобен. Автор низки творів з економічної політики, витриманих у дусі ортодоксального комунізму. 

## Політична кар'єра
У 1963 обраний до Народної палати НДР (залишався депутатом до 1971, потім з 1979 по 1989).  
У 1973 — 1976 — перший заступник голови Ради міністрів НДР.  
З 1979 — член Держради НДР (в 1984 — 1989 — заступник голови) та Національної ради оборони. 
Деяка затримка в політичній кар'єрі в 1970-х пояснювалася зміною вищого керівництва — відстороненням від влади Вальтера Ульбріхта в 1971. Однак Міттаґ зумів довести повну лояльність Еріху Гонеккеру і з кінця 1970-х увійшов до його найближчого оточення. 

## Куратор економіки

### Реформатор, що не відбувся
У партійно-державному керівництві Ґюнтер Міттаґ займався економічними питаннями. Він був принциповим прихильником марксистсько-соціалістичної концепції планового господарства, державної централізації, командно-адміністративної системи.  
У той же час вважав небезпечною надмірну мілітаризацію НДР, оскільки нарощування витрат на оборону і особливо держбезпеку перевищувало бюджетні можливості та дестабілізувало фінансову систему. Також, на думку Міттаґа, витрати на адміністративний апарат були надмірними, а соціальні зобов'язання завищеними. 
У 1963— 1966 Ґюнтер Міттаґ під керівництвом голови Держплану НДР Еріха Апеля брав участь у підготовці нової економічної системи планування і керівництва, покликаної модернізувати і частково дебюрократизувати господарську систему. Однак цей приблизний аналог совєцької «косигінської реформи» був заблокований партійним апаратом. При цьому Міттаґ не вступив у конфлікт з керівництвом, продовжуючи партійну кар'єру. 
З 1980 Міттаґ, вже маючи максимумом владно-економічних повноважень, намагався вирішити економічні проблеми НДР за рахунок обмеженої реформи —  перетворення державних підприємств на комбінати, керівництво яких наділялося деякою господарською самостійністю (зокрема, відповідало за стан фінансових ресурсів). Концепції госпрозрахунку і самофінансування часів перебудови значною мірою орієнтувалися на досвід міттаґівської «комбінатізаціі». Однак включеність комбінатів до державної систему централізованого управління і планування зводила нанівець реформаторські задуми. 
З середини 1980-х Міттаґ залишив  плани з перетворення і остаточно зайняв у економіці ортодоксально-комуністичну адміністративно-централістську позицію. 

### Зовнішні зв'язки та конфлікти
Ґюнтер Міттаґ грав серйозну роль у формуванні зовнішньої політики НДР.  
Він брав активну участь у підготовці так званого Основного договору 1972 про основи відносин між НДР і ФРН, офіційно представляв документ на конференції СЄПН . Як партійний керівник економіки, Міттаґ тісно взаємодіяв з Олександром Шальк-Голодковським, був посвячений у таємні валютно-фінансові операції, курував негласні економічні контакти з ФРН, відігравав важливу роль у переговорах про отримання «німецько-ніих» кредитів. 
Зв'язки Міттаґа із західними фінансистами і політиками викликали невдоволення ортодоксального крила партійної еліти і настороженість комуністичного керівництва. Згодом Міттаґ розповідав про жорстке протистояння з ортодоксами, фігурально кажучи про «постріли із засідки». 
Попри невдоволення Брежнєва Еріх Гонеккер санкціонував діяльність Міттаґа, оскільки НДР гостро потребувала фінансової допомоги ФРН. Однак до кінця 1980-х Міттаґ констатував, що економіка НДР вже не може чекати порятунку «ні з заходу, ні зі сходу». 

## Відставка, арешти, обвинувачення
До 1989 Ґюнтер Міттаґ був де-факто другою особою в партійно-державній ієрархії СЄПН. Ослаблення позицій старіючого Еріха Гонеккера призводило до того, що де-факто управління НДР поступово переходило до Міттаґа на підставі особистої близькості зі старим лідером. Несподіваним для Міттаґа результатом ситуації, що склалася, стало те, що у жовтні 1989 він виявився одним із головних об'єктів революційної атаки і мішенню критики на засіданні політбюро ЦК СЄПН 17 жовтня 1989. Демонстративне відмежування від друга юності Еріха Гонеккера не допомогло Міттаґу уникнути відставки. 
На початку грудня 1989 Міттаґ був заарештований і разом з Еріх Гонеккером притягнутий до відповідальності за звинуваченням у державній зраді і узурпації влади. Йому інкримінувалося прийняття державних рішень на підставі особистих бесід з Гонеккером, без обговорення на Держраді і в Народній палаті. Він також звинувачувався в бездіяльності перед лицем економічної кризи в НДР. У своє виправдання Міттаґ посилався на протидію партійних ортодоксів, які перешкоджали розумним проєктам реформ (при цьому він утримувався від критики особисто Гонеккера). 
Проте, незабаром Міттаґа звільнили за станом здоров'я (хронічний діабет, складні хірургічні операції).  
У 1991 він був заарештований удруге, вже за звинуваченням у корупційних зловживаннях — використанні державних коштів для облаштування приватних будинків партійно-державної еліти. Звільнений на колишніх підставах. Помер навесні 1994. 

## Критика і відповідь
Економічний функціонер СЄПН Карл-Гайнц Янсон, що служив під керівництвом Міттаґа, характеризував його як «могильника НДР», що зруйнував державу своєю економічною політикою. Ґюнтер Міттаґ відкидав такі звинувачення: 
 Могильниками НДР були ті, хто надмірно культивував держбезпеку, демонізував співпрацю з Заходом, хто мислив категоріями змов і ідеологічної боротьби, хто за моєю спиною посилав доповіді в Москву. Ця група в політбюро не виступала відкрито, але діяла таємно. Основними її представниками були Штоф, Мільке і Кроліковскі. 
 У тому ж інтерв'ю Der Spiegel восени 1991 Міттаґ відзначав: 
 З огляду на сьогоднішній стан в Совєцькому Союзі, складно уявити, що було б з НДР, якби вона ще існувала. Від таких думок кидає то в жар, то в холод. Вбивства і хаос, голод і злидні... 

## Цікаві факти
Кабінет Ґюнтера Міттаґа в будівлі колишнього ЦК СЄПН — «Будинок біля Вердерського ринку», нині офіс міністерства закордонних справ Німеччини — збережений в колишньому вигляді, як свідчення епохи НДР. 